# Collingwood Football Club
A Collingwood Football Club, hivatalos becenevén The Magpies (A Szarkák) ausztrál futball (ausztrál szabályú futball) klub Ausztráliában, amely az első ligás bajnokságban, az Ausztrál Futball Ligában (Australian Football League, AFL) játszik. A klub 14-szer volt ausztrál bajnok (ez a 3. legtöbb a klubok közt), legutóbb  2010-ben.
Az 1892-ben alapított klub eredetileg Melbourne munkások lakta Collingwood külvárosának csapat volt, de edző és adminisztrációs központja ma már Goscg Paddockban és a Lexus Centre-ben van, a melbourne-i Olimpiai Parknál.
2000-től hazai pályájuk a sokkal nagyobb, százezres befogadóképességű Melbourne-i Krikett Stadion (Melbourne Cricket Ground).
A klub játékosai az ausztrál szarka színeit jelképező, függőlegesen fekete-fehér csíkos trikóban játszanak, amelyet szarkaembléma díszít és a Floreat Pica latin felirat (Éljenek a Szarkák).
Hagyományos melbourne-i riválisai az Essendon, a Richmond és a Carlton, akikkel mindig nagy a versengés. Ehhez a rivalizáláshoz csatlakoztak más victoriai csapatok is, mint a Port Adelaide és a Brisbane, de a Collingwoodé maradt az a „hírnév”, hogy ez az „a csapat, amelyet mindenki imád utálni.
A Collingwood hagyományosan jóval a victoriai átlag feletti nézőtömeget vonz. 1970-ben 121 696 néző látogatott el a Collingwood-Carlton nagydöntőre, beállítva a futball nézőrekordját Ausztráliában (beleértve nem csak az ausztrál szabályú futballt).

## Fordítás
- Ez a szócikk részben vagy egészben  a   Collingwood Football Club című angol Wikipédia-szócikk ezen változatának fordításán alapul.  Az eredeti cikk szerkesztőit annak laptörténete sorolja fel. Ez a jelzés csupán a megfogalmazás eredetét és a szerzői jogokat jelzi, nem szolgál a cikkben szereplő információk forrásmegjelöléseként.